# Oleg Kagan
Oleg Moiseievich Kagan (en ruso: Олег Моисеевич Каган; Yuzhno-Sajalinsk, 22 de noviembre de 1946 - Múnich, 15 de julio de 1990) fue un violinista soviético.

## Biografía
En 1953, sus padres se instalan en Riga donde hace sus estudios de violín con Joachim Braun. Cuando Kagan tenía trece años, el célebre violinista Boris Kouznetsov propuso enviarlo a Moscú. Es con Kouznetsov con quien Kagan hizo sus estudios primero en la Escuela central de música y después, a partir de 1964, en el Conservatorio Chaikovski de Moscú.
Su primer gran éxito es el cuarto premio del "Concurso internacional Georges Enescu" de Bucarest. En 1965, Kagan gana el Concurso Jean Sibelius, el año siguiente obtiene el segundo premio del Concurso Internacional Chaikovski y en 1968 gana el Concurso Juan Sebastián Bach de Leipzig.
Después de la muerte de Boris Kouznetsov, es David Óistraj quien se convierte en su profesor en el conservatorio. Con la ayuda de Oïstrakh, Kagan graba todos los conciertos para violín de Mozart.
En 1969, colabora con el pianista Sviatoslav Richter y su dúo no tarda en hacerse célebre. Kagan toca también con Natalia Gutman (que se convierte más tarde en su mujer), Yuri Bashmet, Alekseï Lioubimov, Elisso Virssaladze y otros grandes músicos de su tiempo. Sus conjuntos participan en diferentes festivales de música como el Kuhmo Festival en Finlandia y las Noches de diciembre en Moscú. Kagan mismo funda el festival musical de verano en Zvenigorod. Al finalizar los años 80, quiere organizar el festival de Kreuth, pero una grave enfermedad (cáncer) le impide hacerlo. Hoy este festival está dedicado a su memoria.
Kagan está considerado como un músico de cámara aunque haya tocado grandes conciertos. Entre sus grabaciones más célebres figura el Doble concierto de Brahms (con Natalia Gutman).
Su repertorio incluye obras contemporáneas de Hindemith, Messiaen y Schönberg. Alfred Schnittke, Tigran Mansourian, Anatol Vieru y Sofiya Gubaidúlina le han dedicado obras. Kagan también interpretó los conciertos de Johann Sebastian Bach y Mozart.

## Distinciones
- Artista emérito de la RSFSR